# Musc Ravageur
Musc Ravageur est un parfum des Éditions de parfums Frédéric Malle, créé en 2000 et sorti en 2001. 

## Création
Musc Ravageur est l'un des premiers parfums et des premiers succès des Éditions de parfums Frédéric Malle. Il est créé par Maurice Roucel, qui a notamment travaillé pour Chanel, Hermès (avec 24, Faubourg) et Serge Lutens. Cette fragrance (composée de notes orientales : musc, bergamote, ambre, santal, patchouli, épices) sur laquelle il travaillait était initialement prévue pour Jean Paul Gaultier. L'odeur de musc n'est pas la même que celle des parfums des années 1990 mais tend à revenir à celle portée par les Muscadins sous le Directoire.
Le parfum s'ancre dans une nouvelle décennie plus « sensuelle », qui rompt avec la transparence et l'androgynie des années 1990. À ce sujet, Maurice Roucel déclare : « son nom racoleur a fait mouche avec son époque », et Frédéric Malle d'ajouter : « c'était la seule nouveauté pour qui cherchait un sillage aguicheur, les grands orientaux remontant à Shalimar, Poison ou Angel. Si le profil de la séductrice avait moins la cote dans les années 1990, elle n'a cessé d'exister. Et en 2001, on la regarde à nouveau ».

## Flacon
Le flacon de Musc Ravageur s'inspire du Bauhaus et des créations de Dieter Rams pour la marque Braun dans les années 1960. Chose rare, le nom du créateur du parfum (Maurice Roucel) est indiqué en gros sur l'étiquette avant et une petite biographie figure sur la boîte.

## Publicité
Il est porté par plusieurs personnalités, comme l'actrice Audrey Marnay.

## Postérité
On compte parmi les marques influencées : 
- Nu d'Yves Saint Laurent (2001)
- For Her de Narciso Rodriguez (2004)
- Le Baiser du Dragon de Cartier (2006)
- L de Lolita Lempicka (2007)